# George Finlay
George Finlay (ur. 21 grudnia 1799 w Faversham, zm. 26 stycznia 1875 w Atenach) – brytyjski historyk, publicysta, fillhelen. 

## Życiorys
Kształcił się na Uniwersytecie w Glasgow, w Edynburgu i w Getyndze. Za sprawą swojego przyjaciela Lorda Byrona zainteresował się sprawą niepodległości Grecji. Kupił nieruchomość w pobliżu Aten i osiadł tam na stałe. Przez wiele lat pełnił funkcję korespondenta londyńskiego Timesa. Wielbiciel kultury greckiej, napisał monumentalne siedmiotomowe dzieło A History of Greece from the Roman Conquest to the Present Time (London 1877), które było owocem wieloletniego trudu, a obejmowało ogromny okres od 146 roku p.n.e. do 1864 roku.

## Wybrane publikacje
- History of the Byzantine and the Greek Empires from 1057 to 1453, London: Wiliam Balckwod and Sons 1854.
- A History of Greece from the Roman Conquest to the Present Time, London 1877.
- History of the Byzantine Empire: from 716 to 1057, London: J. M. Dent - New York: E. P. Dutton 1920.